# Niżny Nowogród

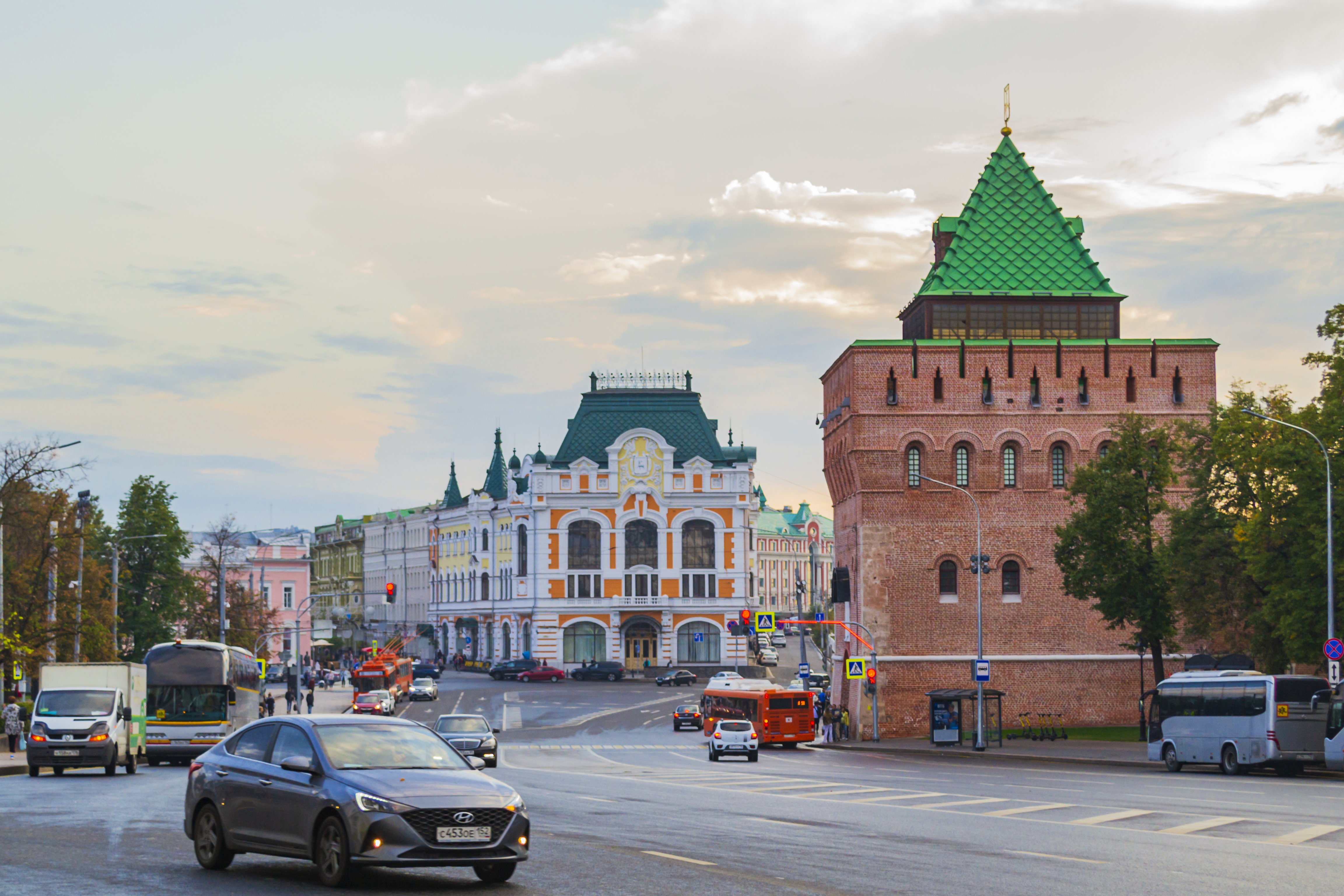
Plac Minina i Pożarskiego

Niżny Nowogród (ros. Нижний Новгород, Niżnij Nowgorod; w latach 1932–1990 Gorki) – miasto wydzielone w Rosji, stolica Nadwołżańskiego Okręgu Federalnego i obwodu niżnonowogrodzkiego, położone nad Wołgą, u ujścia Oki; wielki ośrodek przemysłowy w regionie Wołżańsko-Wiackim, port lotniczy.
Ośrodek przemysłowy, głównie samochodowy (GAZ), maszynowy, chemiczny, metalurgiczny, stoczniowy.

## Historia
Założony został w 1221 jako gród obronny księstwa włodzimierskiego. Stał się dużym ośrodkiem handlowo-kulturowym. Od 1350 roku stał się stolicą księstwa suzdalsko-niżnonowogrodzkiego, w 1392 roku włączony został do państwa moskiewskiego. Na początku XVII w. stał się jednym z najbogatszych miast Rosji. W latach 1611–1613 był punktem oporu Rosjan w walce z Rzeczpospolitą w wojnie moskiewskiej. W 1777 roku stał się stolicą guberni, a od 1825 roku był siedzibą generała-gubernatora powołżskiego. W 1902 w mieście miała miejsce wielka demonstracja robotników przedstawiona w powieści Matka Maksyma Gorkiego. W grudniu 1905 r. w osiedlach robotniczych Sormowo i Kanawino doszło do zbrojnego powstania, którym kierowali niżnonowogrodzcy działacze bolszewiccy i mienszewiccy.
W roku 1917 był jednym z ośrodków bolszewików. W 1932 roku miasto zostało nazwane Gorki, dla uczczenia powrotu z Włoch do Moskwy na zaproszenie Józefa Stalina pisarza Maksyma Gorkiego. W 1936 roku miasto Gorki zostało stolicą obwodu.
Od 1929 roku zbudowano w mieście wielkie zakłady samochodowe GAZ – Gorkowskij Awtomobilnyj Zawod (po rosyjsku: Горьковский Автомобильный Завод) we współpracy z amerykańskim Fordem. Powstała nowa modelowa dzielnica mieszkaniowa oraz fabryka.
Obok samochodów terenowych (jak znany w Polsce „gazik”) i ciężarówek, jednym z modeli samochodów wyprodukowanych przez GAZ był GAZ-M20 Pobieda, samochód na którego licencji rozpoczęto produkcję samochodów osobowych w FSO na Żeraniu w Warszawie pod nazwą Warszawa M20.
W 1930 roku w mieście rozpoczęto budowę jednych z największych w ZSRR zakładów lotniczych. W zakładach tych produkowano przede wszystkim samoloty biura konstrukcyjnego MiG. Obecnie zakłady noszą nazwę Zakłady Lotnicze Sokoł.
W czasie II wojny światowej do miasta ewakuowano fabryki z Kijowa i Leningradu, wraz z ich pracownikami. W ten sposób powstała m.in. fabryka motocykli GMZ – Gorkowskij Motocikletnyj Zawod (ros. Горьковский Мотоциклетный Завод).
W mieście w czasie II wojny światowej montowano ciężarówki przysyłane z USA w ramach pomocy land-lease. W czerwcu 1943 roku fabryka GAZ była bombardowana przez Luftwaffe.
Tamtejsza stocznia (obecna nazwa: AO Stocznia „Krasnoje Sormowo” – Niżnij Nowgorod) specjalizuje się m.in. w budowie okrętów podwodnych. Jednym z nich był wybudowany w 1954 r. dla marynarki ZSRR okręt podwodny S-265, w późniejszych latach służący w polskiej Marynarce Wojennej jako ORP „Orzeł”. Stocznia ta budowała także atomowe okręty podwodne, np. okręty podwodne projektu 945.
W 1990 roku przywrócono tradycyjną nazwę miasta – Niżny Nowogród.

## Zabytki
- Kreml niżnonowogrodzki (budowa 1500–1511) – dzieło ruskiej architektury obronnej, broniony 13 basztami[6];
- Sobór św. Michała Archanioła (połowa XVII w.);
- Cerkiew Uspieńska (pw. Zaśnięcia Matki Bożej, XVII w.);
- Barokowe zabudowania mieszkalne (XVII w.);
- Cerkiew Kazańskiej Ikony Matki Bożej w Niżnym Nowogrodzie[7];
- Cerkiew Narodzenia Pańskiego z dzwonnicą (XVII–XVIII w.);
- Cerkiew św. Eliasza;

- Teatr (XIX/XX w.);
- Popiersie Aleksandra Puszkina.

## Nauka i oświata
W mieście znajduje się Niżegorodzki Uniwersytet Państwowy oraz Niżegorodzka Szkoła Teatralna im. Jewgienija Jewstigniejewa.

## Transport

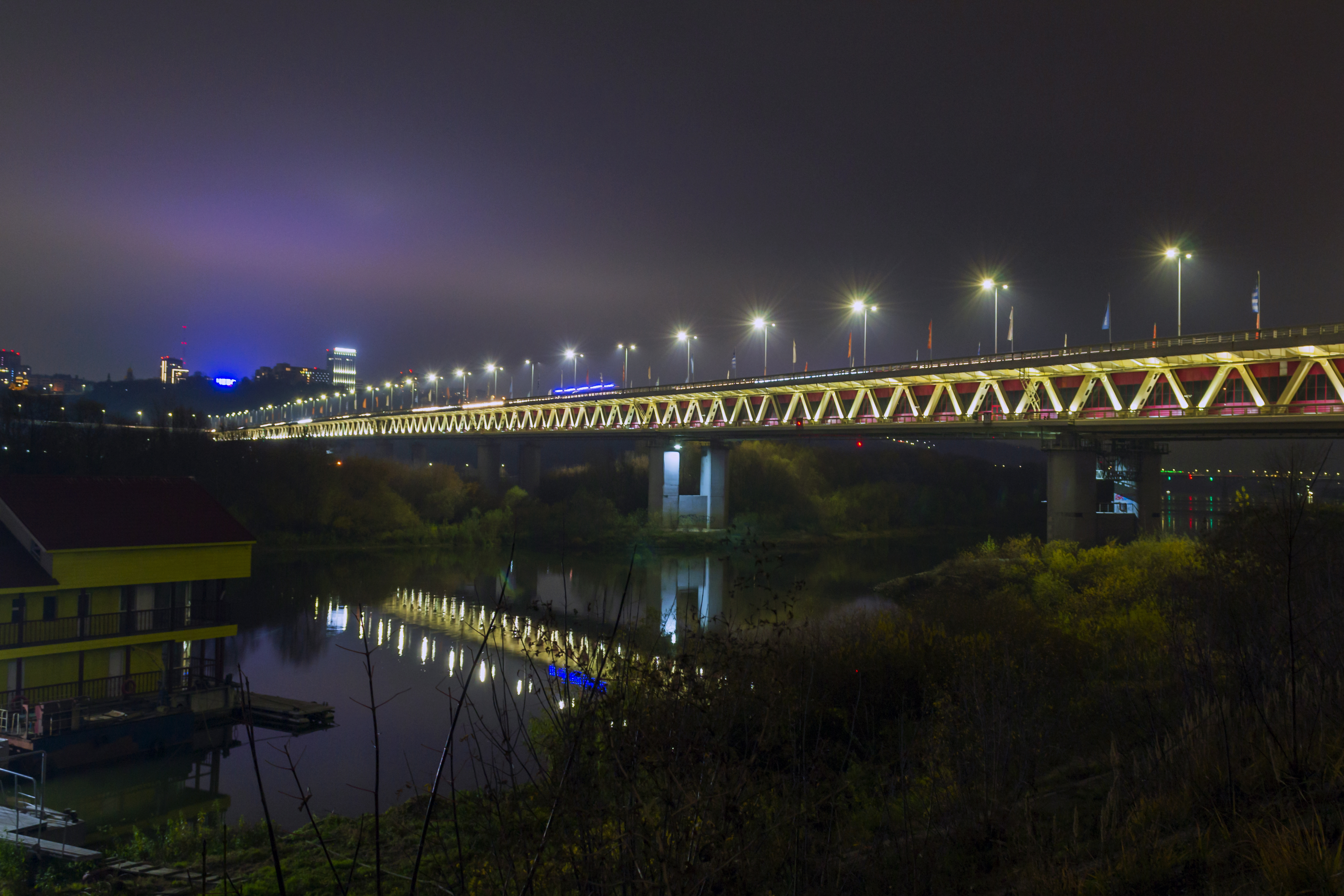
Most metra w Niżnym Nowogrodzie

W mieście znajduje się stacja kolejowa Dworzec Moskiewski oraz port lotniczy.
Miasto posiada metro, tramwaje, trolejbusy.
Działa także Kolej linowa Niżny Nowogród – Bor.

## Sport
- Gubiernija Niżny Nowogród – klub siatkarski
- Dinamo Gorki – klub piłkarski
- FK Niżny Nowogród – klub piłkarski
- Lokomotiw-NN Niżny Nowogród – klub piłkarski
- Spartak Niżny Nowogród – klub piłkarski
- Torpedo Niżny Nowogród – klub hokejowy
- Torpedo-Wiktorija Niżny Nowogród – klub piłkarski
- Kompleks skoczni narciarskich w Niżnym Nowogrodzie

## Ludzie urodzeni w mieście
- Jan Olaf Chmielewski – polski urbanista,
- Katarzyna Doherty – kanadyjska Służebnica Boża Kościoła katolickiego,
- Zofia Garlicka – polska lekarka i działaczka społeczna,
- Maksim Gorki – rosyjski pisarz,
- Jadwiga Hryniewiecka – polska tancerka i choreograf,
- Janina Karasiówna – major Armii Krajowej, współzałożycielka Służby Zwycięstwu Polski,
- Zdzisław Lubomirski – polski prawnik, polityk i działacz społeczny; prezydent Warszawy, członek Rady Regencyjnej,
- Nikołaj Łobaczewski – rosyjski matematyk,
- Dienis Korniłow – rosyjski skoczek narciarski,
- Pawieł Karielin – rosyjski skoczek narciarski,
- Tadeusz Szturm de Sztrem – polski działacz niepodległościowy,
- Wasyl IV Szujski – car Rosji 1606–1610,
- Daniił Trifonow – rosyjski pianista, laureat III nagrody XVI Międzynarodowego Konkursu Chopinowskiego,
- Natalja Wodianowa – rosyjska modelka.

## Miasta partnerskie
| - Essen - Filadelfia - Jinan - Linz - Matanzas - Nowy Sad - Sant Boi de Llobregat - Suwon - Tampere | - Barcelona - / Suchumi - Mińsk - Wilno - Bitola - Győr - Bielce - / Symferopol |

## Galeria

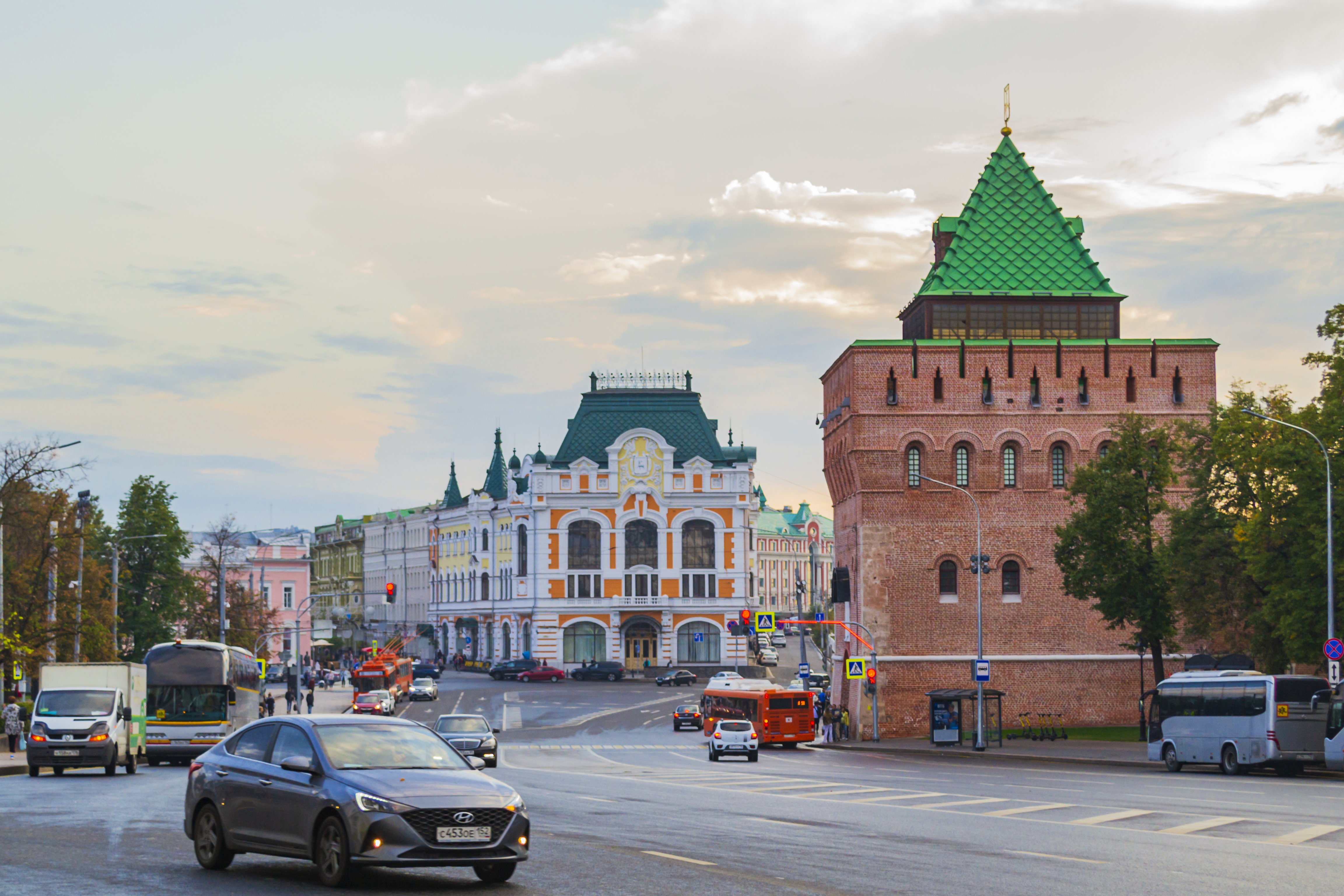
Kreml niżnonowogrodzki
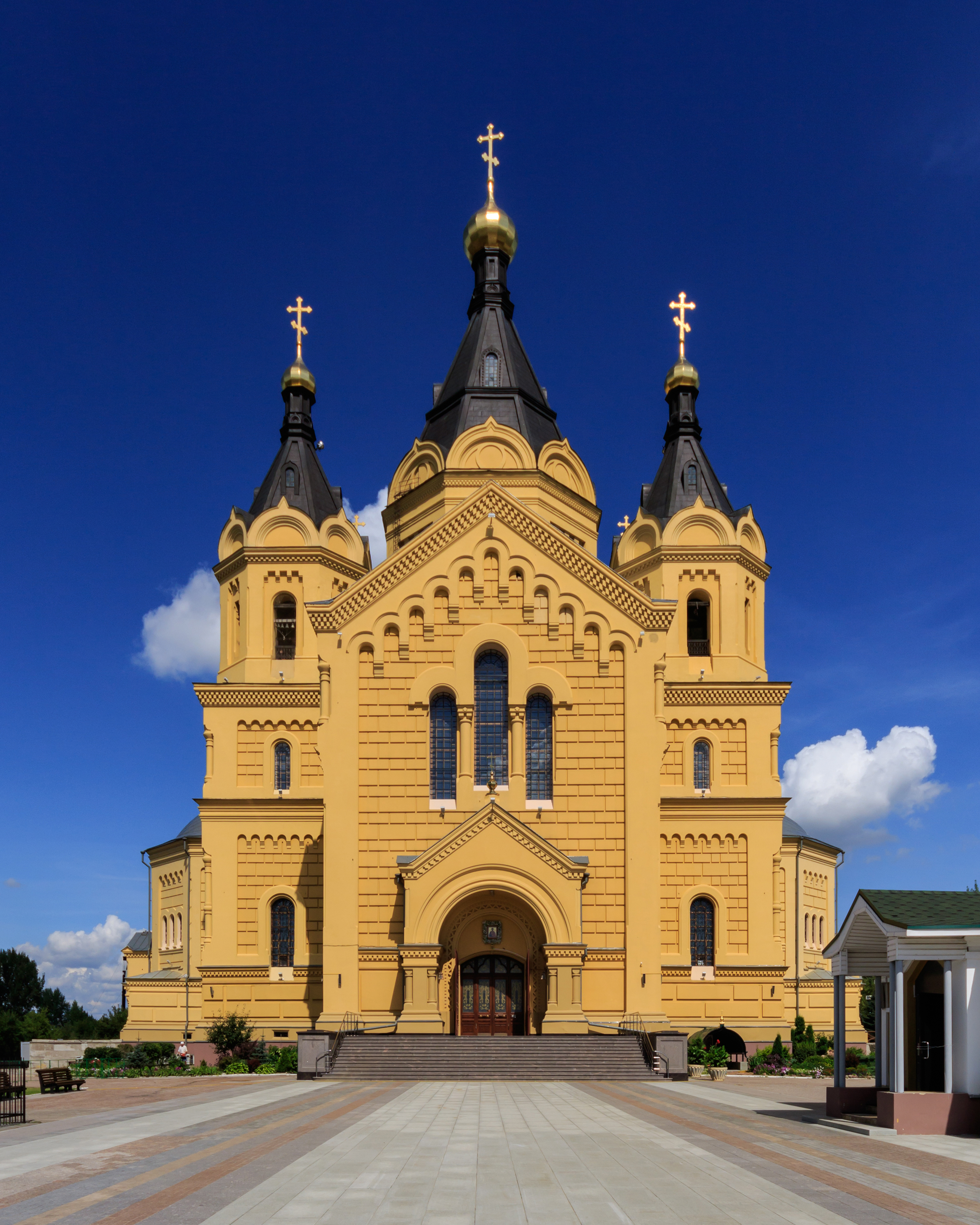
Sobór św. Aleksandra Newskiego
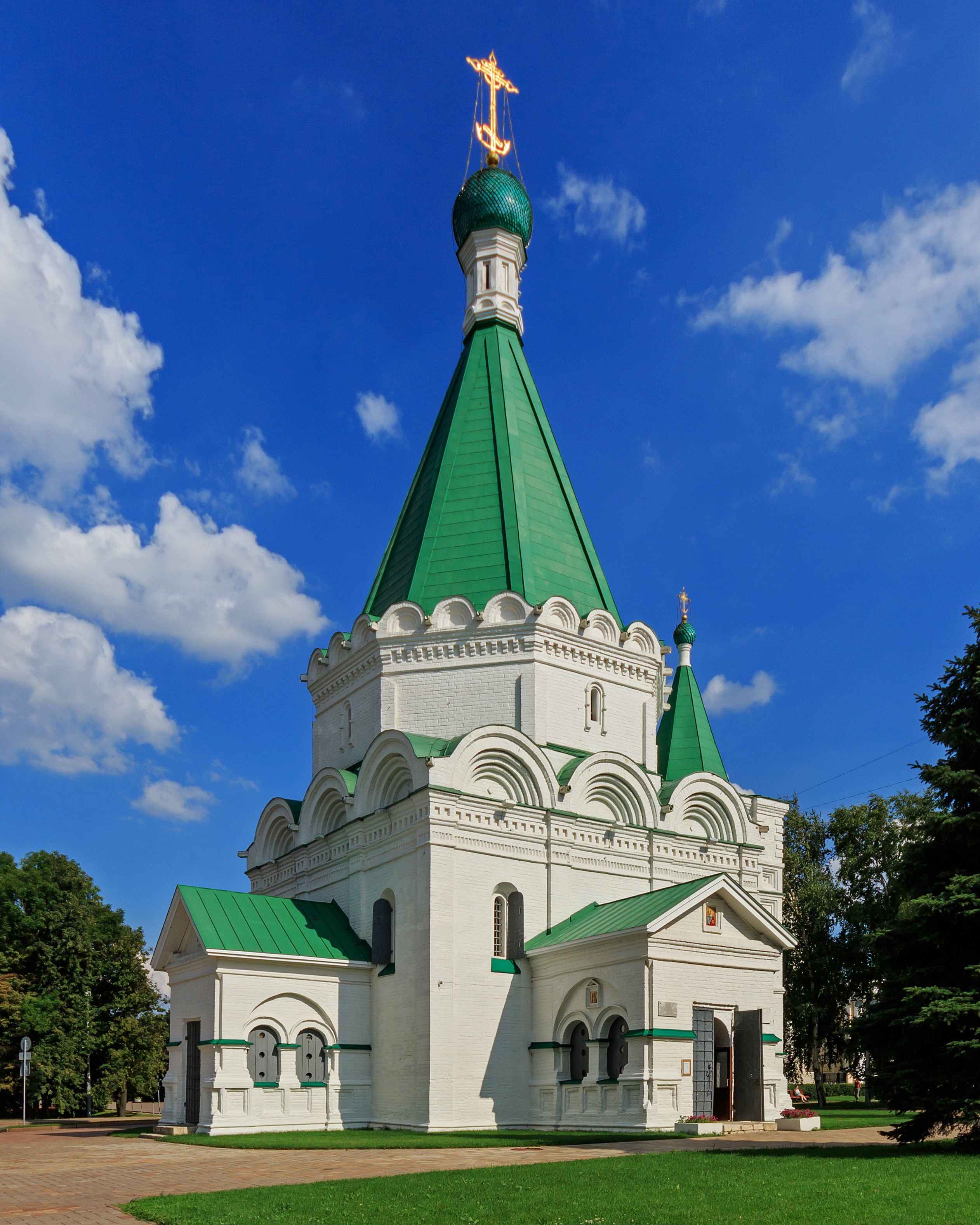
Sobór Archangielski
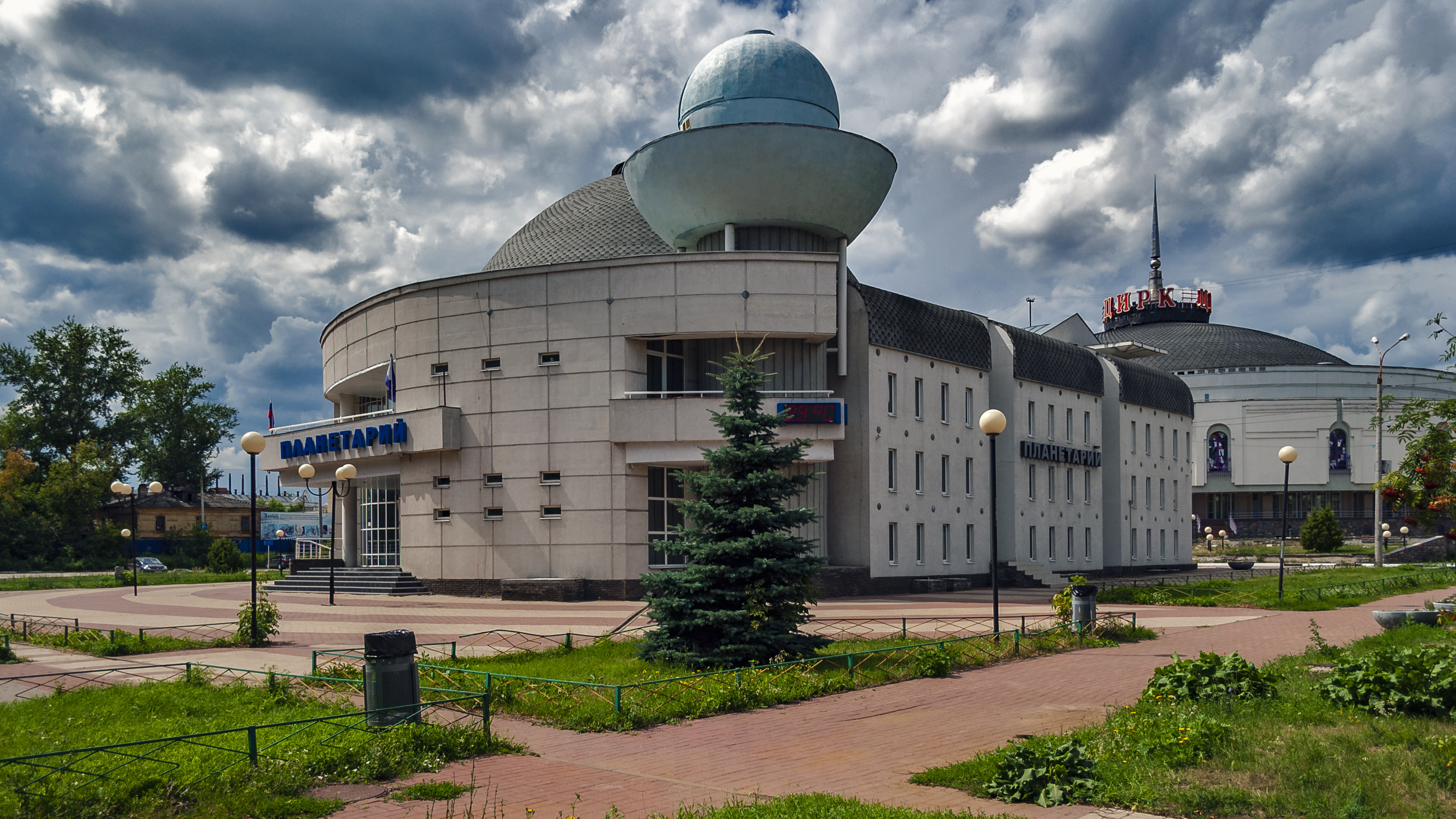
Planetarium
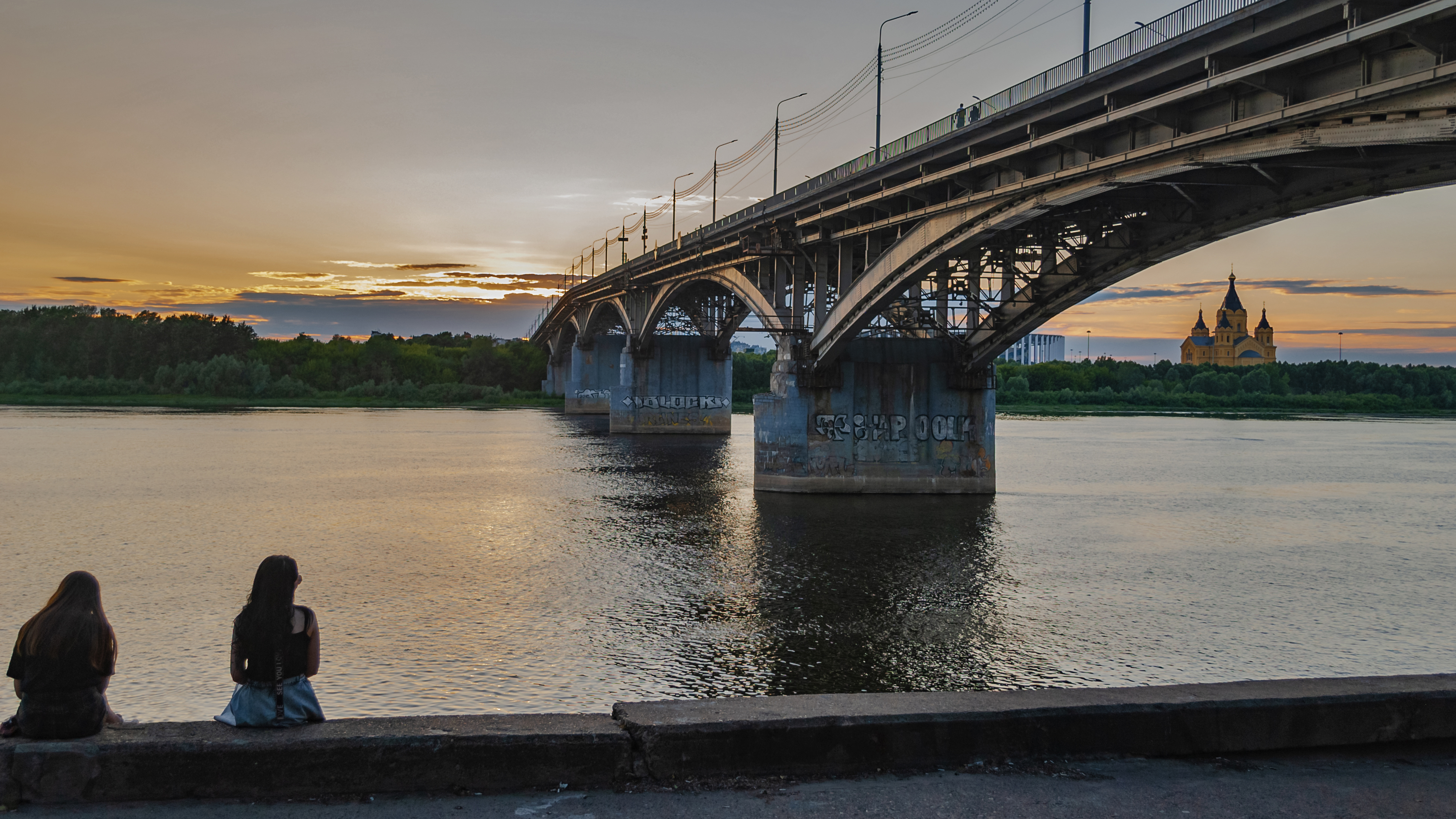
Most Kanawinski
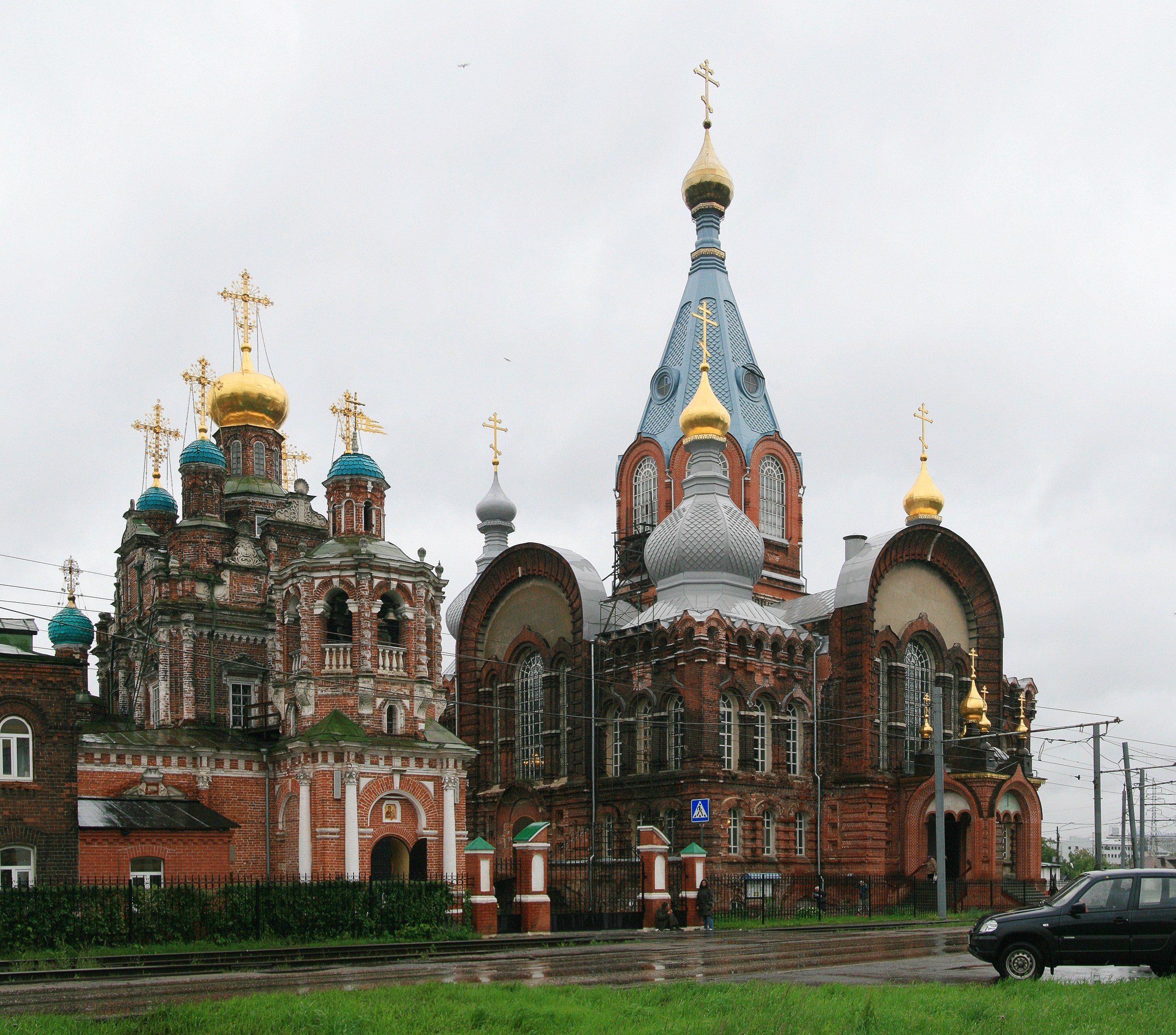
cerkiew Matki Bożej Smoleńskiej
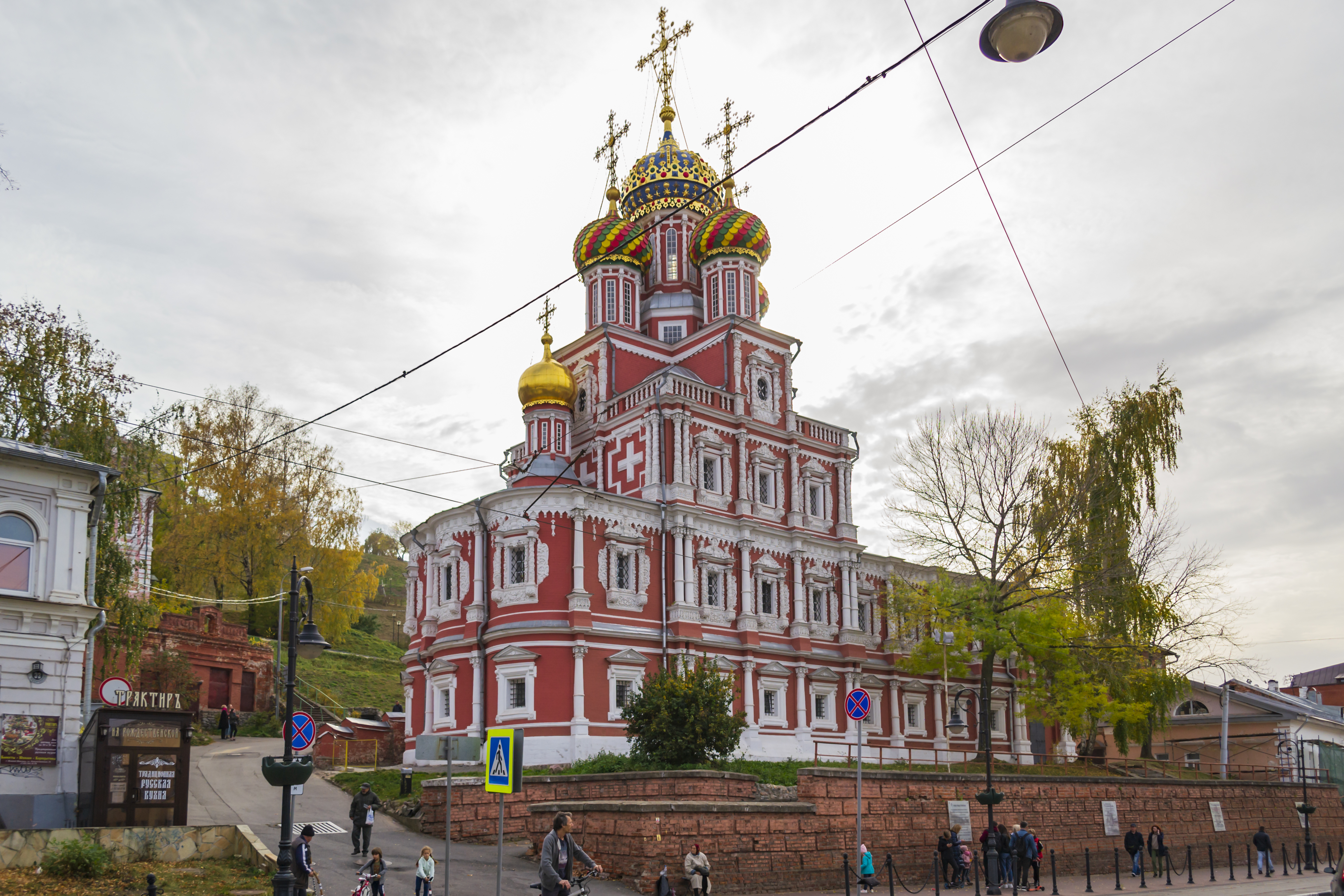
cerkiew Rożdiestwieńska
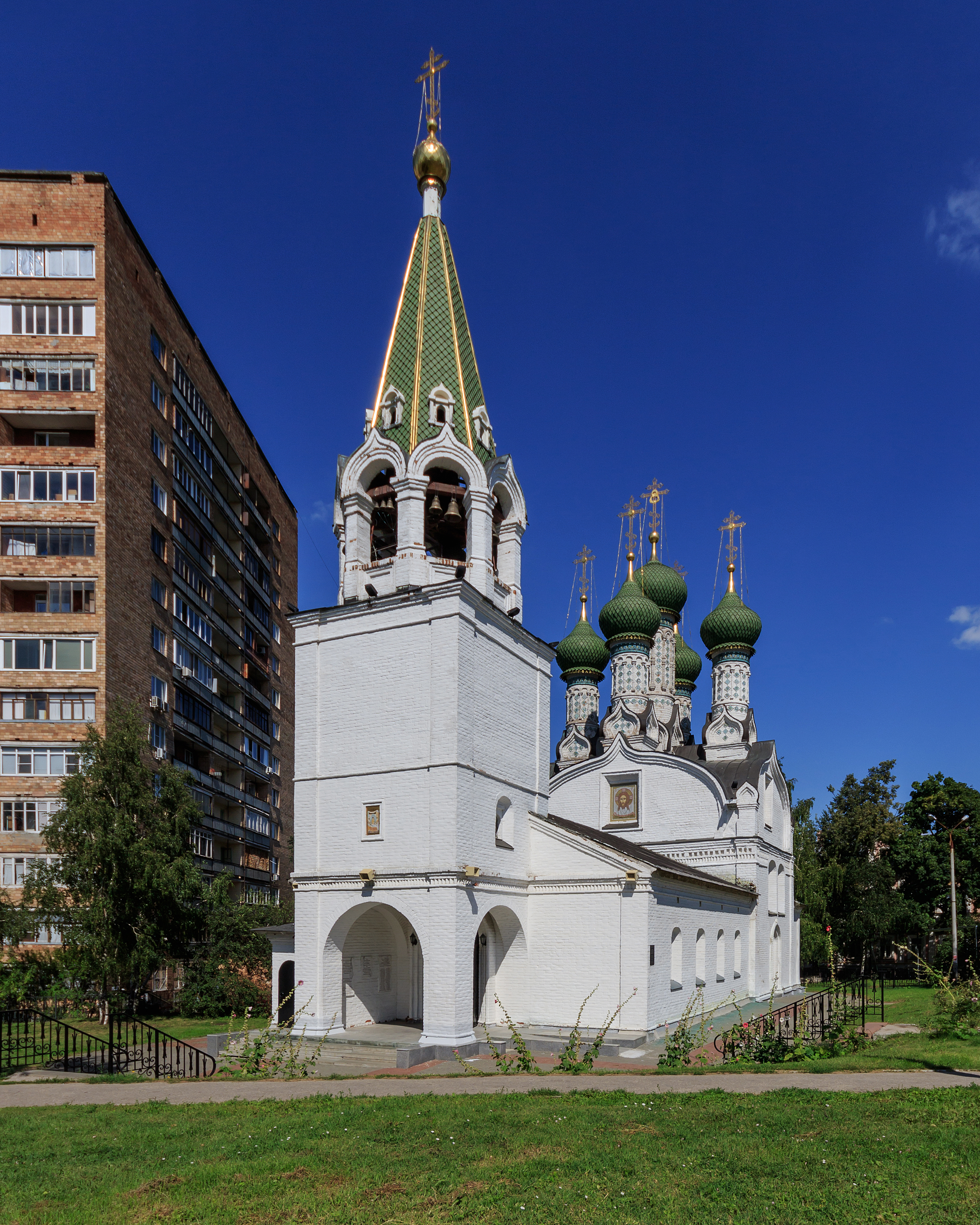
cerkiew Uspieńska
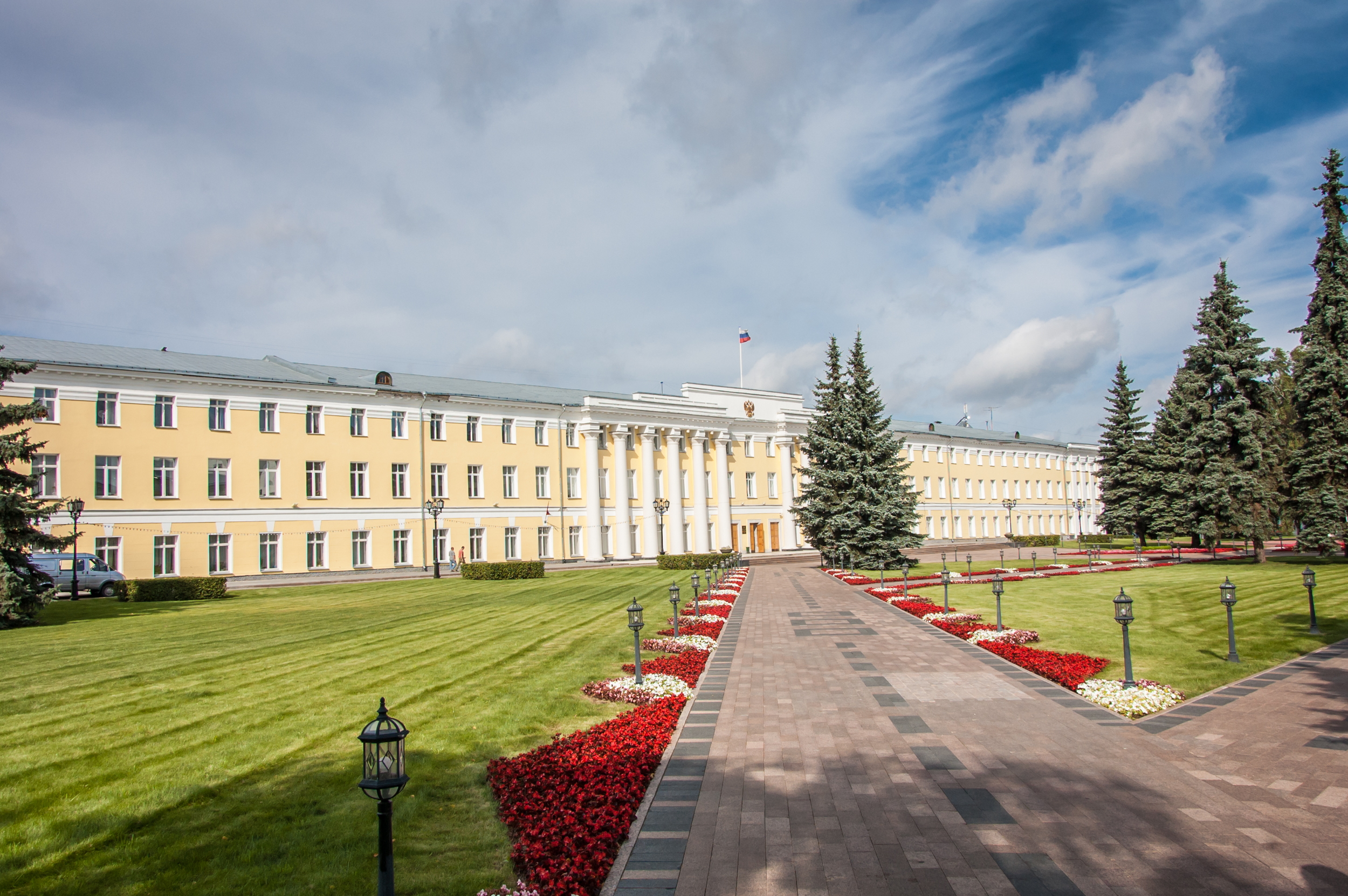
Urząd obwodowy
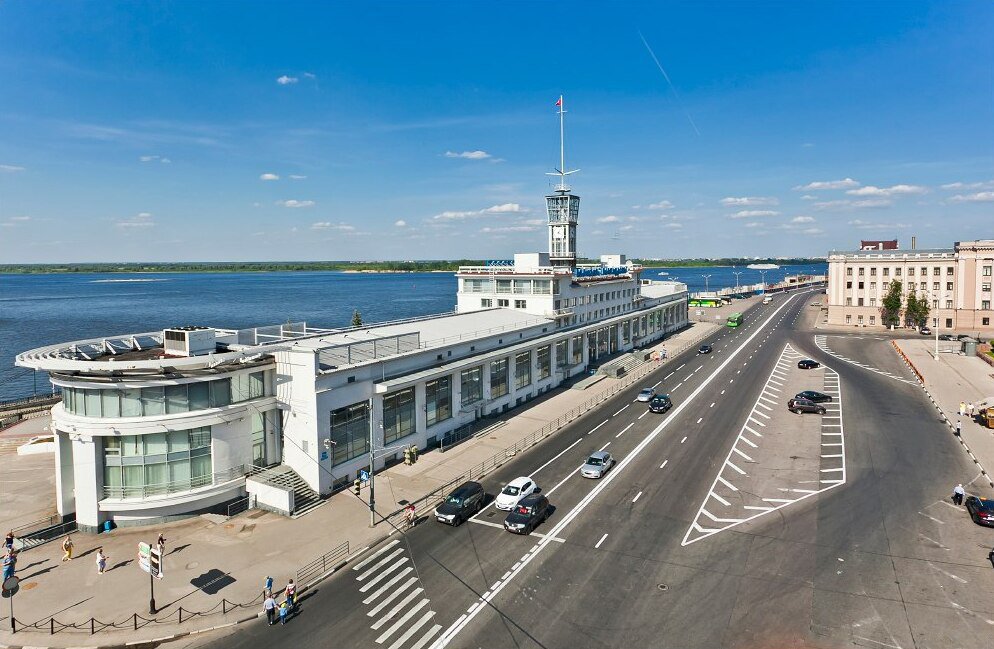
Przystań wodna
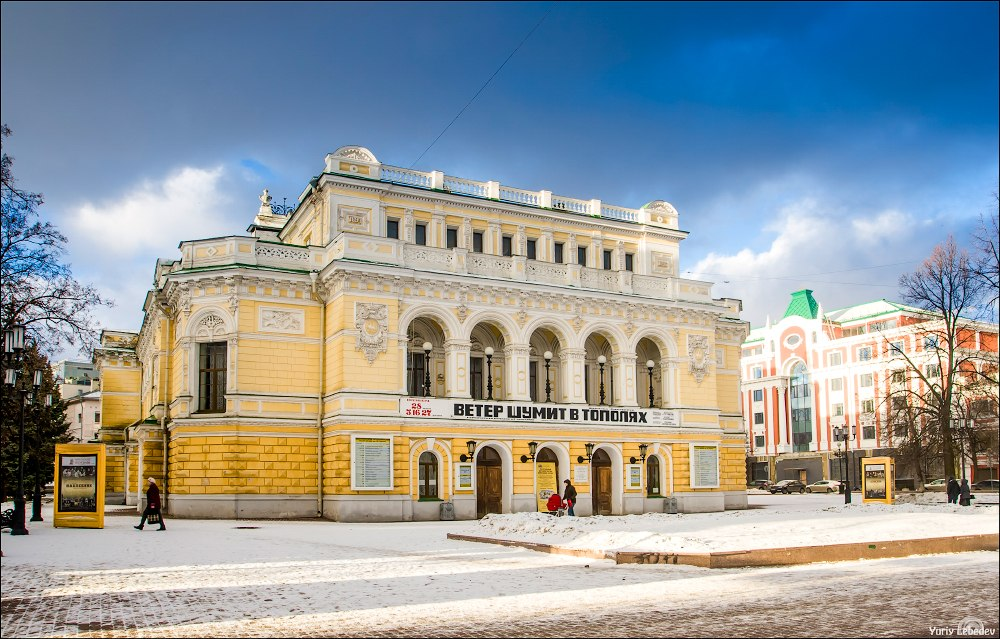
Teatr dramatyczny zimą